# Bisdom Ponce
Het bisdom Ponce (Latijn: Dioecesis Poncensis) is een rooms-katholiek bisdom met als zetel Ponce, in Puerto Rico. Het bisdom is suffragaan aan het aartsbisdom San Juan de Puerto Rico. 

## Geschiedenis
Het bisdom werd opgericht op 21 november 1924, uit delen van het bisdom San Juan de Puerto Rico, en viel direct onder de Heilige Stoel. Op 30 april 1960 werd het suffragaan aan het nieuw verheven aartsbisdom San Juan de Puerto Rico. 
Het verloor meermaals gebied bij de oprichting van de bisdommen Arecibo (1960), Caguas (1964) en Mayagüez (1976), 
In 2018 werd het bisdom, samen met alle Katholieke bisdommen in Puerto Rico, failliet verklaard. Het aartsbisdom San Juan de Puerto Rico had het failliet aangevraagd omdat het de pensioenen van leraren niet meer kon uitkeren. Een rechter had eerder reeds besloten dat alle bisdommen samen een enkele entiteit vormden. Door failliet aan te vragen werden de bezittingen van de kerk beschermd voor een reorganisatie.

## Parochies
Het bisdom had in 2021 een oppervlakte van 830 km2 en telde 505.190 inwoners waarvan 74,9% rooms-katholiek was.

## Bisschoppen
- Edwin Vincent Byrne (23 juni 1925 - 8 maart 1929)
- Aloysius Joseph Willinger (8 maart 1929 - 12 december 1946)
- James Edward McManus (10 mei 1947 - 18 november 1963)
- Luis Aponte Martínez (18 november 1963 - 4 november 1964; coadjutor sinds 16 april 1963, hulpbisschop sinds 23 juli 1960, kardinaal in 1973)
- Juan Fremiot Torres Oliver (4 november 1964 - 10 november 2000)
- Ricardo Antonio Suriñach Carreras (10 november 2000 - 11 juni 2003; hulpbisschop sinds 26 mei 1975)
- Félix Lázaro Martinez (11 juni 2003 - 22 december 2015; coadjutor sinds 20 maart 2002)
- Ruben Antonio González Medina (22 december 2015 - heden)

## Galerij van afbeeldingen

Wapen van het bisdom
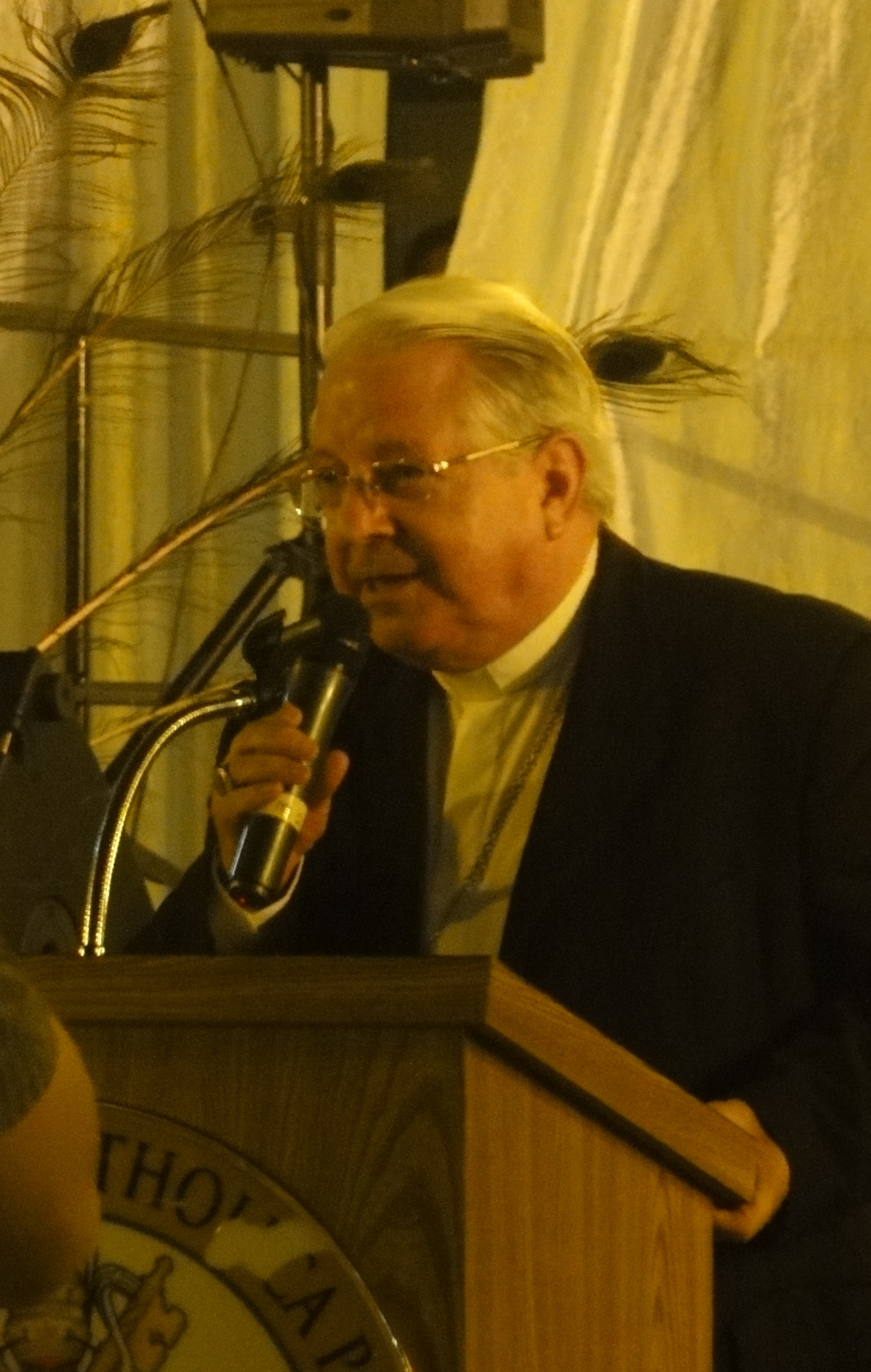
Bisschop Félix Lázaro Martinez (2003-2015)